# Malone (Oregon)
Malone az Amerikai Egyesült Államok északnyugati részén, Oregon állam Klamath megyéjében, az Oregon Route 39 mentén, a kaliforniai államhatár közelében elhelyezkedő önkormányzat nélküli település.

## Fordítás
- Ez a szócikk részben vagy egészben  a   Malone, Oregon című angol Wikipédia-szócikk ezen változatának fordításán alapul.  Az eredeti cikk szerkesztőit annak laptörténete sorolja fel. Ez a jelzés csupán a megfogalmazás eredetét és a szerzői jogokat jelzi, nem szolgál a cikkben szereplő információk forrásmegjelöléseként.